# 서울성경신학대학원대학교
서울성경신학대학원대학교(서울聖經神學大學院大學校, Seoul University of Bible and Theology)는 대한민국 서울특별시 동작구의 개신교계 사립 대학원대학이다.
일제 강점기 때 신사참배를 거부한 성도들에 의해 청교도적 개혁신학에 기초하여 1999년에 세워진 대한예수교장로회(순장)계열 대학이다.

## 연혁
서울성경신학대학원대학교는 6.25 전쟁이 발발하자 목회자와 성도들이 경상남도 거제시 일대로 이주한 후, 칼빈주의적 개혁신앙을 교육이념으로 정하고, 진리를 파수할 교역자 양성을 목적으로 1953년 12월 경상남도 거제시 일대에서 성경학교를 설립한 것이 시초이다. 이후 1954년 부산광역시 문현동에서 대한예수교 장로회 신학교를 설립하여 후진 양성에 힘썼고, 1955년 서울특별시 신길동으로 이전하여 신학교육을 계속하였다. 1989년에는 시대적 요청에 따라 신학교육의 질을 높일 필요성을 절감하고 신학대학원을 신설, 학제를 대학부 4년, 신학원 3년의 7년 과정으로 개편 운영해 현재까지 신학자 및 목회자, 전임 사역자들을 배출하였다.
1995년 3월에는 신학교 교사를 현재의 교사인 서울특별시 동작구 신대방동에 완공하였다. 1997년 7월 16일부로 교육부로부터 학교법인 순장학원 설립인가를 받고, 1999년 2월 22일, 정규 대학원대학으로 개편되었다. 서울성경신학대학원대학교는 대한민국의 교육이념을 기본으로 삼고 개혁주의 신학과 장로교 제도에 입각하여 교회의 지도자를 양성하는 것을 교육이념으로 한다. 아울러 개혁주의적 장로교 신학에 입각하여 성경적 개혁주의 신학을 교수하고 연구함으로써 지도자로서의 인격과 겸손의 미덕을 갖춘 목회자, 신학자 및 선교사를 양성하는 것을 목적으로 한다.

## 교육편제
서울성경신학대학원대학교는 전문대학원과정으로, 석·박사 과정 모두 운영하고 있다. 2022년 기준, 석사 7과정, 박사 5과정을 개설하고 있다.

## 캠퍼스 풍경
서울성경신학대학원대학교는 서울특별시 소재 사립 대학원대학으로, 신대방동에 캠퍼스가 위치한다. 캠퍼스 서측과 남측 방면으로 신대방14가길과 인접하여 접근이 가능하다.

## 같이 보기
- 대한예수교장로회(순장)